# Bandiera del Messico
La bandiera del Messico venne introdotta per la prima volta nel 1821 come un semplice tricolore verde (lato dell'asta), bianco e rosso. Nel 1823 venne aggiunto al centro della striscia bianca lo stemma messicano, che rappresenta la fondazione, nel 1325, della capitale Azteca di Tenochtitlán (sul suolo attualmente occupato dalla moderna capitale della nazione, Città del Messico). Lo stemma è stato modificato diverse volte, e di conseguenza è stata modificata anche la bandiera, non più cambiata dal 1968 con l'attuale stemma.
I colori rappresentano in ordine l'indipendenza, la religione e l'unione fra gli stati messicani, stando alla Bandera Trigarante de Mexico che avrebbe ispirato l'attuale bandiera messicana, tuttavia altre interpretazioni si sono susseguite, la più conosciuta è quella trapelata dalla secolarizzazione del paese operata da Benito Juárez, secondo la quale il verde rappresenta la speranza, il bianco l'unità e il rosso il sangue degli eroi della patria.
L'articolo 3 della Legge sui simboli nazionali messicani stabilisce che la bandiera può essere disposta in corbata (a lato), ovvero un particolare ornamento a cravatta formato da due fiocchi e frangiata d'oro. La corbata viene spesso esposta nel Parlamento nazionale; inoltre, spesso forze politiche del paese adottano loro corbate con colori propri.
Dal 1999 sono state istituite delle Banderas monumentales, ovvero bandiere di dimensioni gigantesche distribuite nei punti più importanti a livello nazionalistico. La più grande è quella di Monterrey.

## Differenza con la bandiera italiana

Bandiere italiana e messicana a confronto

Per via della disposizione comune del tricolore (che è stata del tutto casuale), molti ritengono che l'unica differenza esistente tra la bandiera italiana e la bandiera messicana sia soltanto lo stemma presente nella seconda. Bisogna anche aggiungere però, che la bandiera italiana non solo utilizza una tonalità più chiara di verde ma ha inoltre proporzioni diverse rispetto a quella messicana: infatti quelle della bandiera italiana sono pari a 3:2, mentre quelle della bandiera messicana risultano essere 7:4. La somiglianza fra le due bandiere pose comunque un serio problema nei trasporti marittimi, dato che in origine la bandiera mercantile messicana era priva di stemmi e conseguentemente quasi identica al tricolore repubblicano italiano del 1946. Per ovviare a tale inconveniente, su richiesta delle autorità marittime internazionali, sia l'Italia che il Messico adottarono bandiere navali con stemmi differenti.

## Bandiere storiche

Prima bandiera del Messico indipendente, derivata dall'insegna dell'Esercito Trigarante (1821)
Bandiera messicana sotto la reggenza di Agustín de Iturbide (1821)
Bandiera del Primo Impero messicano (1821-1824)
Bandiera della Repubblica Messicana (1823-1864, 1867-1893)
Bandiera del Secondo Impero messicano (1863-1867)
Bandiera messicana in uso dal 1893 al 1916
Bandiera messicana in uso dal 1916 al 1934
Bandiera messicana in uso dal 1934 al 1968